# Aviastar Mandiri
Aviastar Mandiri ist eine indonesische Fluggesellschaft mit Sitz in Jakarta und Basis auf dem Flughafen Halim Perdanakusuma.

## Unternehmen
Aviastar Mandiri führt neben regulären Linienflügen im Inland Charterflüge durch. Des Weiteren werden Flugzeugwartungen und -schulungen angeboten.

## Flotte

### Aktuelle Flotte

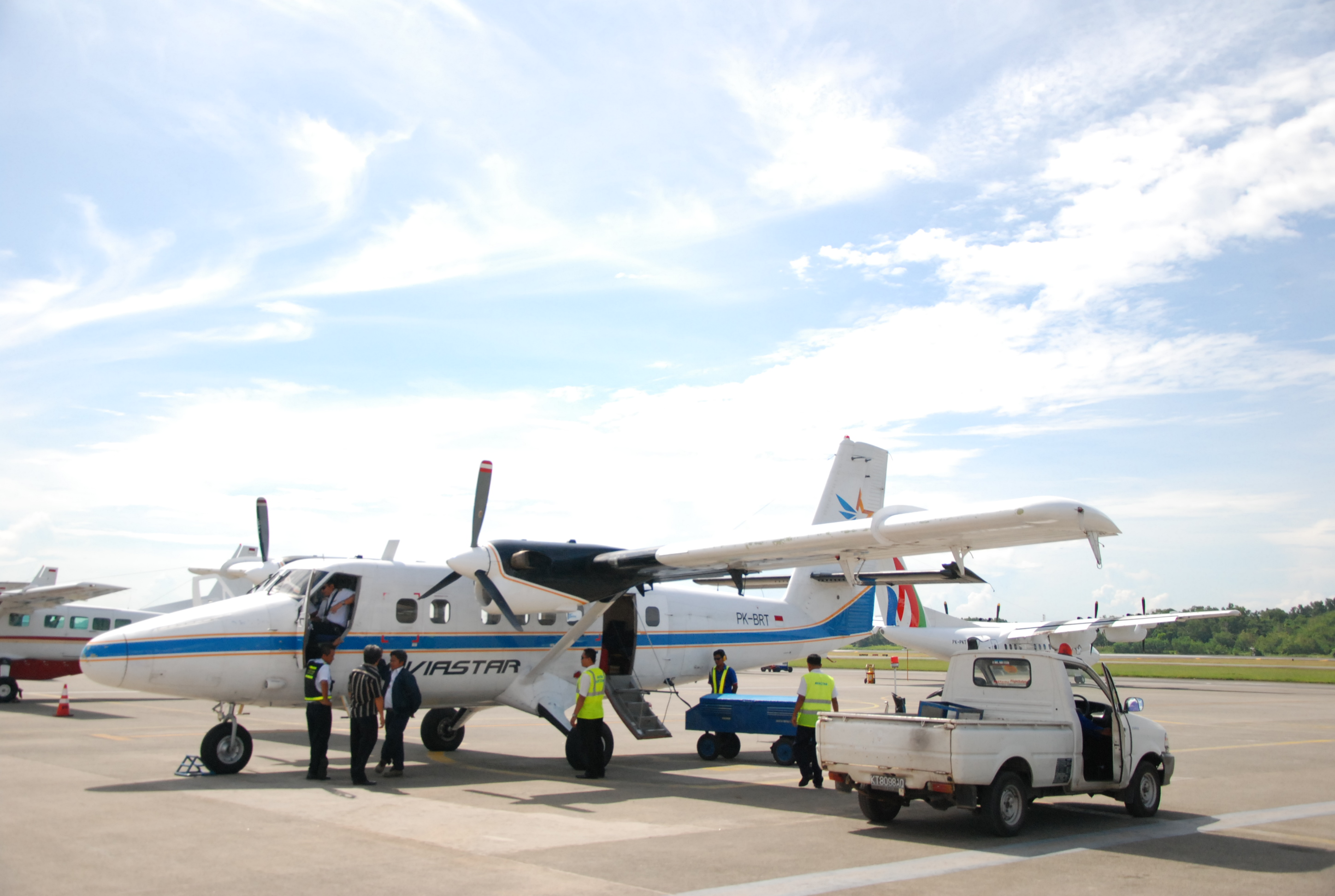
de Havilland Canada DHC-6-300 der Aviastar Mandiri

Mit Stand März 2023 besteht die Flotte der Aviastar Mandiri aus drei Flugzeugen mit einem Durchschnittsalter von 37,3 Jahren:
| Flugzeugtyp                   | aktiv | bestellt | Anmerkungen |
| ----------------------------- | ----- | -------- | ----------- |
| BAe 146-200                   | 2     |          |             |
| de Havilland Canada DHC-6-300 | 1     |          |             |
| Gesamt                        | 3     |          |             |

### Ehemalige Flugzeugtypen
In der Vergangenheit betrieb Aviastar Mandiri unter anderem Airbus A320-200 und Fokker F-27.

## Zwischenfälle
- Am 9. April 2009 kollidierte eine BAe 146-300 mit dem Luftfahrzeugkennzeichen PK-BRD auf einem Frachtflug vom Flughafen Jayapura zum Flughafen Wamena, nach einem Durchstartmanöver beim zweiten Anflugversuch mit einem Berg. Dabei kam die sechsköpfige Besatzung ums Leben (siehe auch Flugunfall einer BAe 146 der Aviastar Mandiri 2009).[4]

- Am 29. Juni 2009 kollidierte eine de Havilland Canada DHC-6-300 mit dem Luftfahrzeugkennzeichen PK-BRO auf einem Frachtflug vom Flugplatz Dekai zum Flughafen Wamena, 19 Kilometer südsüdöstlich des Zielflughafens mit einem Berg. Dabei wurde die dreiköpfige Besatzung getötet.[5]

- Am 2. Oktober 2015 verunglückte eine de Havilland Canada DHC-6-300 mit dem Luftfahrzeugkennzeichen PK-BRM unterwegs vom Flughafen Masamba nach Makassar aus noch unbekannten Gründen am Mount Latimojong auf der Insel Sulawesi. Alle zehn an Bord der Maschine befindlichen Personen kamen dabei ums Leben (siehe auch Aviastar-Mandiri-Flug 7503).[6][7]